# شهر ما
شهر ما (انگلیسی: Our Town) یک نمایش سه‌پرده‌ای نوشتهٔ نمایش‌نامه‌نویس آمریکایی، تورنتون وایلدر است که برندهٔ جایزه پولیتزر درام شد. این نمایش داستان شهر کوچک خیالی گرووِر کرنرز آمریکایی را بین سال‌های ۱۹۰۱ تا ۱۹۱۳ از طریق زندگی روزمرهٔ شهروندانش روایت می‌کند.
شهر ما نخستین بار در تئاتر مک‌کارتر، پرینستون، نیوجرسی در سال ۱۹۳۸ اجرا شد. این نمایش بعداً در برادوی به موفقیت دست یافت و جایزه پولیتزر درام را از آن خود کرد. این نمایش از سوی ادوارد آلبی به عنوان «بزرگترین نمایشنامه آمریکایی که تاکنون نوشته شده‌است» توصیف شده‌است. این نمایش امروز همچنان محبوب است و احیای مکرر آن ادامه دارد.

## برای مطالعهٔ بیشتر
- Wilder, Thornton (1938). Our Town: A Play in Three Acts. New York: Coward McCann, Inc. OCLC 773139.